# 忠義街花園

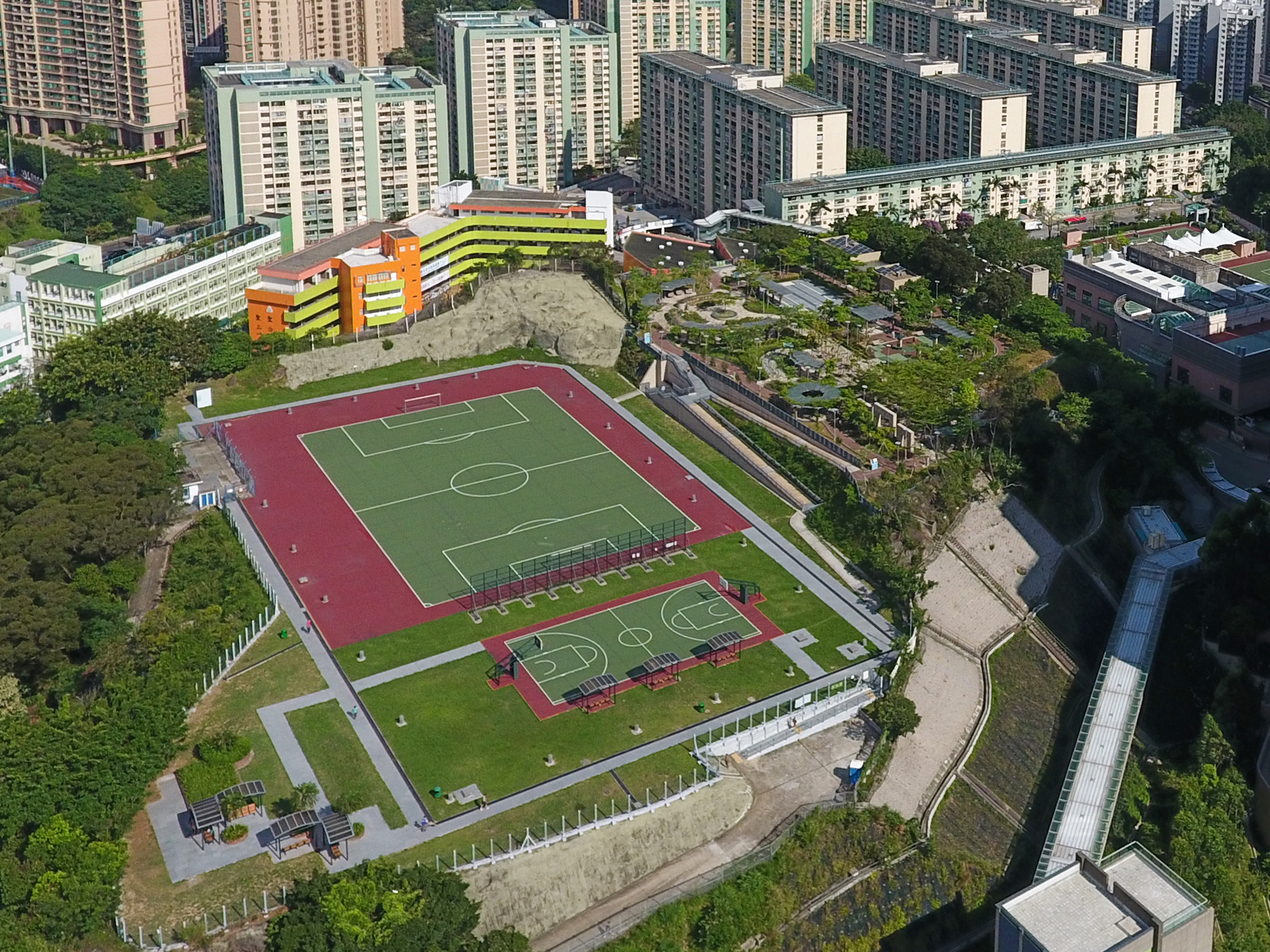
忠義街花園（右）有斜道往京士柏上配水庫遊樂場（左）

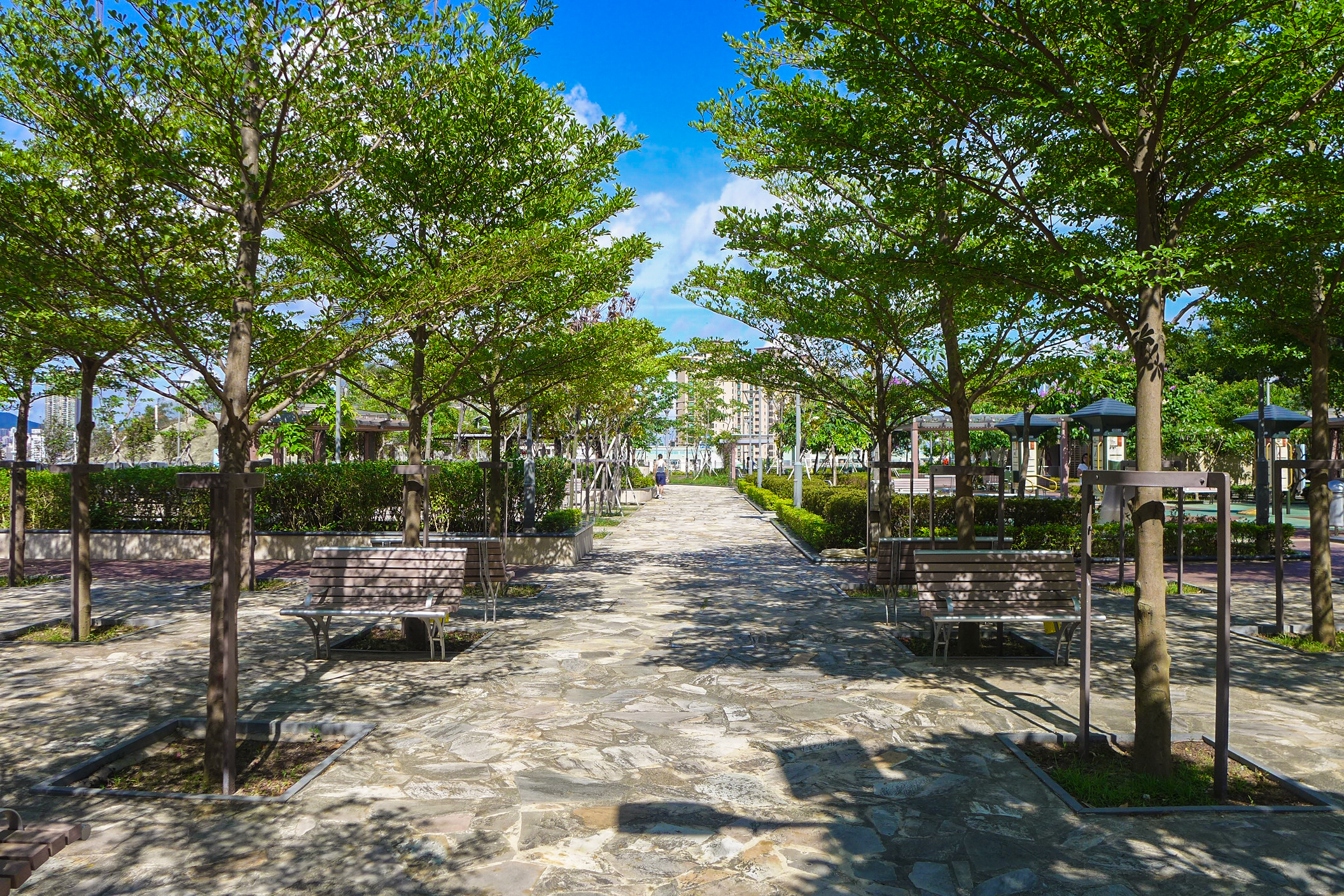
花園廣場

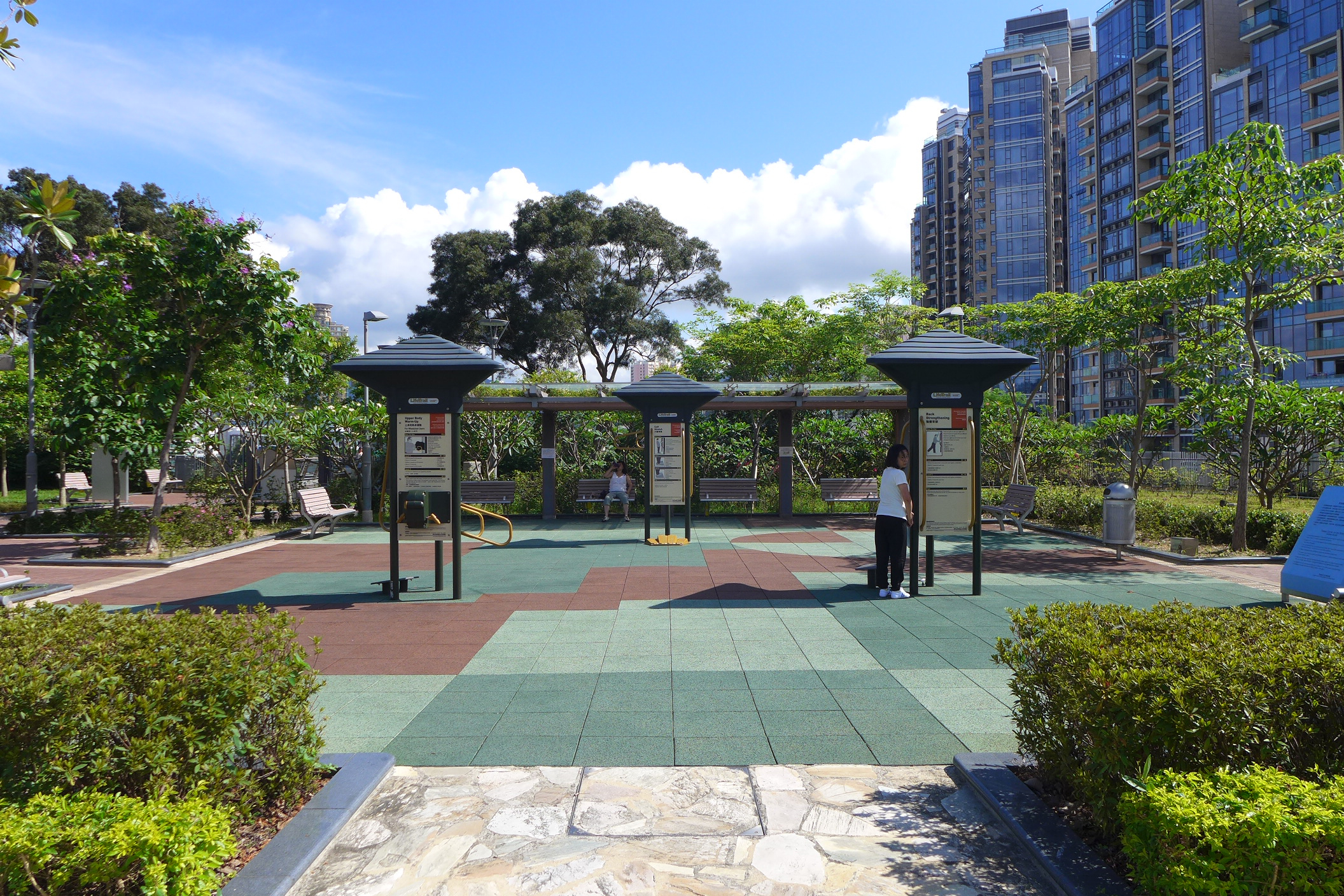
長者健體園地

22°18′41″N 114°10′43″E / 22.3114554°N 114.1787169°E
忠義街花園（英語：Chung Yee Street Garden），位於九龍何文田忠義街，鄰近京士柏上配水庫遊樂場，由康樂及文化事務署管理。

## 歷史
忠義街發展鄰舍休憩用地是市政局遺留下來的一項工程計劃，計劃曾於2009年向立法會提出。2012年4月，民政事務局申請撥款興建鄰舍休憩用地，設置長者健身設備及卵石徑，工程預算8,880萬，在2014年完工。

## 設施
- 長者健體園地
- 棋藝角
- 足健徑
- 多用途場地
- 洗手間

## 問題
2017年，有傳媒報導多項工程的石屎檢測結果異常，其中包括忠義街花園。

## 外部連結
- 忠義街花園 （页面存档备份，存于）